# Campeonato Mundial de Esquí Alpino de 2021
El XLVI Campeonato Mundial de Esquí Alpino se celebró en la localidad alpina de Cortina d'Ampezzo (Italia) entre el 8 y el 21 de febrero de 2021 bajo la organización de la Federación Internacional de Esquí (FIS) y la Federación Italiana de Esquí.

## Calendario
| M | Masculino | F | Femenino | EQ | Mixto |

| Febrero de 2021          | 08 Lun | 09 Mar | 10 Mié | 11 Jue | 11 Jue | 12 Vie | 13 Sáb | 14 Dom | 15 Lun | 15 Lun | 16 Mar | 16 Mar | 17 Mié | 18 Jue | 19 Vie | 20 Sáb | 21 Dom |
| ------------------------ | ------ | ------ | ------ | ------ | ------ | ------ | ------ | ------ | ------ | ------ | ------ | ------ | ------ | ------ | ------ | ------ | ------ |
| Descenso                 |        |        |        |        |        |        | F      | M      |        |        |        |        |        |        |        |        |        |
| Eslalon                  |        |        |        |        |        |        |        |        |        |        |        |        |        |        |        | F      | M      |
| Eslalon gigante          |        |        |        |        |        |        |        |        |        |        |        |        |        | F      | M      |        |        |
| Eslalon gigante paralelo |        |        |        |        |        |        |        |        |        |        | F      | M      |        |        |        |        |        |
| Supergigante             |        |        |        | F      | M      |        |        |        |        |        |        |        |        |        |        |        |        |
| Combinada                |        |        |        |        |        |        |        |        | F      | M      |        |        |        |        |        |        |        |
| Equipo                   |        |        |        |        |        |        |        |        |        |        |        |        | EQ     |        |        |        |        |

## Resultados

### Masculino
| Evento                           | Oro                                        | Plata                                  | Bronce                                   |
| -------------------------------- | ------------------------------------------ | -------------------------------------- | ---------------------------------------- |
| Descenso (14.02)                 | Vincent Kriechmayr · Austria · 1:37,79     | Andreas Sander · Alemania · 1:37,80    | Beat Feuz · Suiza · 1:37,97              |
| Eslalon (21.02)                  | Sebastian Foss-Solevåg · Noruega · 1:46,48 | Adrian Pertl · Austria · 1:46,69       | Henrik Kristoffersen · Noruega · 1:46,94 |
| Eslalon gigante (19.02)          | Mathieu Faivre Francia 2:37,25             | Luca De Aliprandini · Italia · 2:37,88 | Marco Schwarz · Austria · 2:38,12        |
| Eslalon gigante paralelo (16.02) | Mathieu Faivre Francia                     | Filip Zubčić · Croacia                 | Loïc Meillard · Suiza                    |
| Supergigante (11.02)             | Vincent Kriechmayr · Austria · 1:19,41     | Romed Baumann · Alemania · 1:19,48     | Alexis Pinturault Francia 1:19,79        |
| Combinada (15.02)                | Marco Schwarz · Austria · 2:05,86          | Alexis Pinturault Francia 2:05,90      | Loïc Meillard · Suiza · 2:06,98          |

### Femenino
| Evento                           | Oro                                                      | Plata                                   | Bronce                                    |
| -------------------------------- | -------------------------------------------------------- | --------------------------------------- | ----------------------------------------- |
| Descenso (13.02)                 | Corinne Suter · Suiza · 1:34,27                          | Kira Weidle · Alemania · 1:34,47        | Lara Gut-Behrami · Suiza · 1:34,64        |
| Eslalon (20.02)                  | Katharina Liensberger · Austria · 1:39,50                | Petra Vlhová · Eslovaquia · 1:40,50     | Mikaela Shiffrin Estados Unidos 1:41,48   |
| Eslalon gigante (18.02)          | Lara Gut-Behrami · Suiza · 2:30,66                       | Mikaela Shiffrin Estados Unidos 2:30,68 | Katharina Liensberger · Austria · 2:30,75 |
| Eslalon gigante paralelo (16.02) | Marta Bassino · Italia · Katharina Liensberger · Austria | —                                       | Tessa Worley Francia                      |
| Supergigante (11.02)             | Lara Gut-Behrami · Suiza · 1:25,51                       | Corinne Suter · Suiza · 1:25,85         | Mikaela Shiffrin Estados Unidos 1:25,98   |
| Combinada (15.02)                | Mikaela Shiffrin Estados Unidos 2:07,22                  | Petra Vlhová · Eslovaquia · 2:08,08     | Michelle Gisin · Suiza · 2:08,11          |

### Mixto
| Evento         | Oro | Plata | Bronce                                                                                                   |
| -------------- | --- | --- | --- |
| Equipo (17.02) | Noruega · Kristina Riis-Johannessen · Thea Louise Stjernesund · Sebastian Foss-Solevåg · Fabian Wilkens Solheim · Kristin Lysdahl R | Suecia · Estelle Alphand · Sara Hector · Kristoffer Jakobsen · Mattias Rönngren · Jonna Luthman R · William Hansson R | Alemania · Emma Aicher · Andrea Filser · Stefan Luitz · Alexander Schmid · Lena Dürr R · Linus Straßer R |

## Medallero
| Núm. | País           | Oro | Plata | Bronce | Total |
| ---- | -------------- | --- | ----- | ------ | ----- |
| 1    | Austria        | 5   | 1     | 2      | 8     |
| 2    | Suiza          | 3   | 1     | 5      | 9     |
| 3    | Francia        | 2   | 1     | 2      | 5     |
| 4    | Noruega        | 2   | 0     | 1      | 3     |
| 5    | Estados Unidos | 1   | 1     | 2      | 4     |
| 6    | Italia         | 1   | 1     | 0      | 2     |
| 7    | Alemania       | 0   | 3     | 1      | 4     |
| 8    | Eslovaquia     | 0   | 2     | 0      | 2     |
| 9    | Croacia        | 0   | 1     | 0      | 1     |
| 9    | Suecia         | 0   | 1     | 0      | 1     |
|      | TOTAL          | 14  | 12    | 13     | 39    |